# Pożar platformy wiertniczej Piper Alpha
Pożar platformy Piper Alpha – katastrofa na platformie wiertniczej usytuowanej na Morzu Północnym na polu naftowym Piper, ok. 170 km na północny wschód od Aberdeen w Szkocji.
Do katastrofy doszło 6 lipca 1988. Wskutek wybuchu platformy i pożaru, z 226 osób przebywających wtedy na platformie, 165 osób poniosło śmierć. Przeżyło 61 osób. Bilans ofiar zwiększył się o 2 osoby należące do załogi jednej z łodzi ratowniczych, którą objął pożar. Wówczas był to najpoważniejszy w historii wypadek na platformie wiertniczej. Należała do firm Occidental Petroleum (78%) i Texaco (22%). Platforma została zaprojektowana i zbudowana jako platforma wiertnicza i rozpoczęła wydobycie ropy w 1976. w 1980 platformę przebudowano przystosowując ją także do produkcji gazu. Zapewniała wydobycie ok. 10 procent całkowitej produkcji ropy i gazu na Morzu Północnym. W najlepszym okresie działalności wydobywała i przetwarzała ponad 300 000 baryłek ropy dziennie.

## Charakterystyka platformy
Platforma składała się z czterech modułów oddzielonych od siebie ogniotrwałymi ścianami. Odpowiadające wymogom bezpieczeństwa moduły zostały rozmieszczone w taki sposób, aby najniebezpieczniejsze prace, takie jak np. odwierty, były wykonywane jak najdalej od pomieszczeń modułu mieszkalnego oraz tzw. „Control Roomu”, z którego zarządzano całą platformą. Konwersja z ropy na gaz w 1980 zmieniła tę koncepcję i oznaczała, że część instalacji umiejscowiono w bezpośrednim sąsiedztwie tzw. stref wrażliwych. Tym samym naruszono poważnie zasady bezpieczeństwa. Na przykład kompresor gazu, urządzenie w którym kondensat oddzielano od gazu ziemnego, umieszczono obok sterowni, co miało mieć decydujący wpływ na przebieg wypadku. Ponieważ platforma została pierwotnie zbudowana jako platforma wiertnicza, ściany przeciwpożarowe nie były projektowane w celu ochrony przed wybuchami. Dwa gazociągi o średnicy (41 cm) i (46 cm) z pobliskich platform Claymore i Tartan, biegły bezpośrednio przez platformę Piper Alpha. Dwa lata wcześniej kierownictwo firmy Occidental zleciło przeprowadzenie badań, których wyniki ostrzegały przed zagrożeniami związanymi z tymi gazociągami. Ze względu na długość i średnicę gazociągów, zmniejszenie w nich ciśnienia zajmowało kilka godzin, tak że ropa płynąca tymi liniami podsycała dodatkowo pożar platformy Piper Alpha. Chociaż kierownictwo było świadome zagrożenia możliwą eksplozją gazu, platformy Claymore i Tartan nie zostały wyłączone podczas pierwszego alarmu.

## Przed pożarem
Na platformie znajdowały się dwie duże pompy oznaczone jako A i B, tłoczące skondensowany gaz do gazociągu prowadzącego na brzeg. Rankiem 6 lipca 1988 główny zawór pompy A, został zdemontowany w celu przeprowadzenia rutynowego przeglądu. W miejsce zaworu założono prowizoryczną metalową zaślepkę. Ponieważ prace nie zostały zakończone tego dnia, zaślepka pozostała w miejscu zaworu. Inżynier odpowiedzialny za przegląd zaworu wypełnił odpowiedni dokument zezwalający na kontynuowanie prac następnego dnia, na którym zaznaczył, że pompa A nie powinna być pod żadnym pozorem uruchamiana. Zaniósł ten dokument do „Control Roomu” i położył go na biurku dyżurnego inżyniera, nie informując go osobiście o stanie pompy.

## Przebieg wypadku
- O godz. 21:45 pompa B nagle przerwała pracę i mimo podjętych prób, nie dawała się uruchomić. Ponieważ całe zasilanie platformy zależało od paliwa gazowego, uruchomienie jednej z pomp było koniecznością. Kierownik ekipy dyżurnej udał się do „Control Roomu”, by uzyskać pozwolenie na uruchomienie kompresora A. Inżynier dyżurny nie wiedział o tym, że główny zawór został usunięty, nie zapoznał się wcześniej z dokumentem informujący o usunięciu zaworu i wydał takie pozwolenie. Brak zaworu nie mógł zostać zauważony, ponieważ znajdował się on na samym szczycie pompy, kilka metrów powyżej pracujących przy nim ludzi i był zasłonięty przez inne elementy instalacji.

- O godz. 21:57 uruchomiono pompę A. Jej eksplozja natychmiast zabiła wszystkich przebywających w pobliżu, zniszczyła ogniotrwałe ściany i spowodowała zapłon ropy. Można było temu zapobiec, gdyby śruby mocujące zaślepkę zostały przykręcone nie tylko ręcznie, ale prawidłowo dokręcone za pomocą odpowiedniego narzędzia.

- O godz. 22:04 „Control Room” został opuszczony. Akcja ratunkowa odbywała się bez żadnej koordynacji. Ogień nie pozwolił przebywającym tam pracownikom na dotarcie do przedziału, gdzie znajdowały się łodzie ratunkowe, więc zgromadzili się w ogniotrwałym module hotelowym, oczekując ewakuacji śmigłowcami. Ogień i dym nad lądowiskiem uniemożliwiły jednak lądowanie helikopterów.

Platforma była wyposażona w automatyczny system gaśniczy. Tego dnia jednak system został przełączony z trybu automatycznego na manualny. W pobliżu platformy odbywały się bowiem prace podwodne i aby zapobiec wciągnięciu nurków przez pompy gaśnicze, cały system przełączono na sterowanie ręczne i zapomniano przestawić go z powrotem na tryb automatyczny. System nie spełnił swojej roli. Dwoje pracowników podjęło próbę dotarcia do pomp gaśniczych i uruchomienia ich, jednak prawdopodobnie zginęli i nie udało im się tam dotrzeć.
W momencie ewakuacji „Control Roomu” jeden z pracowników uruchomił przycisk wstrzymujący wydobycie ropy i powodujący zamknięcie zaworów w rurach wychodzących z morza. Teoretycznie więc, po wypaleniu się ropy ogień powinien ustać automatycznie, ale platforma Piper Alpha była połączona systemem rurociągów z sąsiednimi platformami: Claymore i Tartan i aby całkowicie odciąć dopływ ropy do płonącej platformy, platformy Claymore i Tartan musiałby również wstrzymać produkcję i przesył ropy, a tak ciśnienie zwrotne tłoczyło ropę do Piper Alpha. Załogi Claymore i Tartan widziały na horyzoncie dym i płomienie z Piper Alpha, ale ich kierownictwo nie zdecydowało się na wstrzymanie tłoczenia ropy, ponieważ nie mieli na to zgody od swoich zwierzchników na lądzie.
- 22:20 stopiła się i pękła rura gazociągu prowadzącego z platformy Tartan, uwalniając 15-30 ton gazu na sekundę. Platforma Piper Alpha zamieniła się w gigantyczną kulę ognia.

- O godz. 22:50 stopiła się druga rura gazociągu MCP-01, wyrzucając miliony metrów sześciennych gazu do pożaru i zwiększając jego intensywność[5].
- O godz. 23:18 nastąpiło zerwanie linii gazociągu z Claymore, dodając jeszcze więcej paliwa do potężnej burzy ogniowej.

- O godz. 23.50 wypalona platforma zaczęła się zapadać. Moduł, który zawierał ogniotrwały blok mieszkalny, wśliznął się do morza, zabierając członków załogi ze sobą. Za nim runęła pozostała część platformy[6].

Przeżyli tylko ci, którzy na samym początku katastrofy zdecydowali się na desperacki skok z kilkudziesięciu metrów do morza, mimo że podczas treningu Offshore Survival informowano ich, że taki krok to pewne samobójstwo.
Płonące resztki platformy zostały ostatecznie zgaszone trzy tygodnie później przez ekipę dowodzoną przez strażaka Reda Adaira.

## Następstwa katastrofy
Tragedia na Piper Alpha spowodowała wszczęcie szczegółowego śledztwa pod kierownictwem lorda Cullena, dotyczącego procedur bezpieczeństwa na platformach. Wykazano cały szereg nieprawidłowości, które miały miejsce nie tylko na Piper Alpha. Ofiary tej tragedii upamiętnia pomnik stojący w parku Hazlehead w Aberdeen. Szczątki Piper Alpha zostały zatopione, a wydobycie ropy z tego pola naftowego podjęła bliźniacza platforma – Piper Bravo.
Szeroko zakrojone dochodzenie przeprowadzone przez Komisję Cullena ujawniło braki w zarządzaniu i działaniu firmy Occidental. W swoim sprawozdaniu komisja złożyła 106 wniosków dotyczących poprawy bezpieczeństwa na platformach wiertniczych. Przemysł naftowy zaakceptował wszystkie sugestie. Obejmowały one ulepszenia w dokumentacji przy pracach z urządzeniami, tzw. zezwolenie na pracę (ang. : permit to work), bardziej korzystne umieszczenie zaworów bezpieczeństwa na rurach, izolację rur podmorskich, ulepszenia systemów ewakuacji, zmniejszenie zagrożenia dymem i wprowadzenie audytów bezpieczeństwa.